# Torneo masculino de fútbol en los Juegos Panafricanos de 2015
El Fútbol Masculino en los Juegos Panafricanos de 2015 fue la 11.ª edición del torneo que se celebra cada 4 años a nivel de selecciones sub-23 y que contó con la participación de 7 selecciones del continente africano.
Senegal venció a Burkina Faso en la final disputada en Brazzaville, Congo para ganar la medalla de oro por primera ocasión.

## Fase de grupos

### Grupo A
| País         | J | G | E | P | GF | GC | GD | Pts |
| ------------ | - | - | - | - | -- | -- | -- | --- |
| Congo        | 3 | 2 | 0 | 1 | 4  | 3  | +1 | 6   |
| Burkina Faso | 3 | 1 | 1 | 1 | 2  | 2  | 0  | 4   |
| Sudán        | 3 | 1 | 1 | 1 | 2  | 2  | 0  | 4   |
| Zimbabue     | 3 | 1 | 0 | 2 | 1  | 2  | -1 | 3   |

| 7 de septiembre de 2015 | República del Congo | 2–1     | Sudán       | Stade Alphonse Massemba-Débat, Brazzaville |                           |
|                         | Bidimbou 1', 42'    | Reporte | Mohamed 17' | Árbitro(s): Denis Dembélé                  | Árbitro(s): Denis Dembélé |

| 7 de septiembre de 2015 | Zimbabue | 0–1     | Burkina Faso | Stade Municipal de Kintélé, Brazzaville |                                       |
|                         |          | Reporte | Sylla 63'    | Árbitro(s): Pacifique Ndabihawenimana   | Árbitro(s): Pacifique Ndabihawenimana |

| 10 de septiembre de 2015 | Sudán     | 1–0     | Zimbabue | Stade Alphonse Massemba-Débat, Brazzaville |                              |
|                          | Farag 90' | Reporte |          | Árbitro(s): Aurélien Juenkou               | Árbitro(s): Aurélien Juenkou |

| 10 de septiembre de 2015 | Burkina Faso | 1–2     | Congo                          | Stade Municipal de Kintélé, Brazzaville |                               |
|                          | Somda 62'    | Reporte | Makiesse 4' · Somda 85' (o.g.) | Árbitro(s): Sekou Ahmed Touré           | Árbitro(s): Sekou Ahmed Touré |

| 13 de septiembre de 2015 | República del Congo | 0–1     | Zimbabue    | Stade Alphonse Massemba-Débat, Brazzaville |                           |
|                          |                     | Reporte | Kutinyu 71' | Árbitro(s): Boubou Traoré                  | Árbitro(s): Boubou Traoré |

| 13 de septiembre de 2015 | Sudán | 0–0     | Burkina Faso | Stade Alphonse Massemba-Débat, Brazzaville |                              |
|                          |       | Reporte |              | Árbitro(s): Samuel Chirindza               | Árbitro(s): Samuel Chirindza |

### Grupo B
| País    | J                  | G                  | E                  | P                  | GF                 | GC                 | GD                 | Pts                |
| ------- | ------------------ | ------------------ | ------------------ | ------------------ | ------------------ | ------------------ | ------------------ | ------------------ |
| Nigeria | 2                  | 1                  | 1                  | 0                  | 3                  | 1                  | +2                 | 4                  |
| Senegal | 2                  | 0                  | 2                  | 0                  | 1                  | 1                  | 0                  | 2                  |
| Ghana   | 2                  | 0                  | 1                  | 1                  | 0                  | 2                  | -2                 | 1                  |
| Egipto  | Abandonó el Torneo | Abandonó el Torneo | Abandonó el Torneo | Abandonó el Torneo | Abandonó el Torneo | Abandonó el Torneo | Abandonó el Torneo | Abandonó el Torneo |

| 6 de septiembre de 2015 | Ghana | 0–0     | Senegal | Stade Alphonse Massemba-Débat, Brazzaville |                          |
|                         |       | Reporte |         | Árbitro(s): Lazard Tsiba                   | Árbitro(s): Lazard Tsiba |

| 9 de septiembre de 2015 | Nigeria                | 2–0     | Ghana | Stade Municipal de Kintélé, Brazzaville |                                   |
|                         | Ajayi 55' · Sokari 87' | Reporte |       | Árbitro(s): Noureddine El Jaafari       | Árbitro(s): Noureddine El Jaafari |

| 12 de septiembre de 2015 | Senegal   | 1–1     | Nigeria       | Stade Municipal de Kintélé, Brazzaville |                           |
|                          | Keita 82' | Reporte | Abdullahi 90' | Árbitro(s): Mahmoud Ashor               | Árbitro(s): Mahmoud Ashor |

## Ronda final

### Semifinales
| 15 de septiembre de 2015 | República del Congo | 1–3     | Senegal                    | Stade Alphonse Massemba-Débat, Brazzaville |                                       |
|                          | Ndockyt 54'         | Reporte | Dieng 16' · Keita 36', 82' | Árbitro(s): Pacifique Ndabihawenimana      | Árbitro(s): Pacifique Ndabihawenimana |

| 15 de septiembre de 2015 | Nigeria    | 1–3     | Burkina Faso                   | Stade Alphonse Massemba-Débat, Brazzaville |                                   |
|                          | Daniel 75' | Reporte | Sylla 12', 79' · O. Kaboré 64' | Árbitro(s): Noureddine El Jaafari          | Árbitro(s): Noureddine El Jaafari |

### Medalla de Bronce
| 17 de septiembre de 2015 | República del Congo                    | 0–0 (3–5 p) | Nigeria                                      | Stade Alphonse Massemba-Débat, Brazzaville |                               |
|                          | Bidimbou · Babélé · Ganvoula · Boukama | Reporte     | Daniel · Atanda · Sokari · Obanor · Pyagbara | Árbitro(s): Sekou Ahmed Touré              | Árbitro(s): Sekou Ahmed Touré |

### Medalla de Oro
| 18 de septiembre de 2015 | Senegal  | 1–0     | Burkina Faso | Stade Alphonse Massemba-Débat, Brazzaville |                              |
|                          | Seydi 2' | Reporte |              | Árbitro(s): Aurélien Juenkou               | Árbitro(s): Aurélien Juenkou |

## Campeón
| Fútbol Masculino en los Juegos Panafricanos de 2015 |
| --------------------------------------------------- |
| Bandera de Senegal                                  |
| Senegal 1º Título                                   |